# Џад (Северна Дакота)
Џад (енгл. Jud) град је у америчкој савезној држави Северна Дакота.

## Демографија
По попису из 2010. године број становника је 72, што је 4 (-5,3%) становника мање него 2000. године.
| Група             | 2000.      | 2010.      |
| Белци             | 75 (98,7%) | 70 (97,2%) |
| Афроамериканци    | 0 (0,0%)   | 0 (0,0%)   |
| Азијати           | 1 (1,3%)   | 0 (0,0%)   |
| Хиспаноамериканци | 0 (0,0%)   | 0 (0,0%)   |
| Укупно            | 76         | 72         |